# Malin Allberg
Malin Allberg (* 1. März 1972 in Stockholm) ist eine ehemalige schwedische Fußballspielerin und Nationalspielerin.

## Karriere

### Vereine
Alberg begann für den im Stockholmer Stadtteil Vällingby ansässigen Vällingby AIK mit dem Fußballspielen.
Im Seniorinnenbereich spielte sie bereits im Alter von 16 Jahren für die erste Mannschaft der Frauenfußballabteilung des IF Brommapojkarna. In der drittklassigen Division 2 erzielte sie mit 14 Toren in 18 Punktspielen eine beachtliche Torquote. Damit hatte sie das Interesse des AIK Solna geweckt, der sie zur Spielzeit 1989 verpflichtete. Aufgrund einer wiederholten Knieverletzung, deren Heilungsprozess Zeit in Anspruch nahm, kam sie erst in der Spielzeit 1990 in der zweitklassigen Division 1 zum Einsatz.
Anschließend spielte sie von 1991 bis zum Abstieg des Djurgården IF 1992 erstmals in der Damallsvenskan, der höchsten Spielklasse im schwedischen Frauenfußball. In ihrer zweiten Spielzeit bestritt sie 19 Punktspiele, in denen ihr fünf Tore gelangen.
Von 1993 bis 1996 war sie Spielerin des Erstligisten Hammarby IF, mit dem sie zweimal den nationalen Vereinspokal gewann und in der Meisterschaft 1994 den zweiten Platz belegte. 
Von 1997 bis 2000 spielte sie für den Ligakonkurrenten Allmänna Idrottsklubben aus dem Stockholmer Stadtbezirk Älvsjö und beendete ihre Spielerkarriere mit drei Meisterschaften in Folge und dem Gewinn des nationalen Vereinspokals 1999.

### Nationalmannschaft
Allberg spielte in einem Zeitraum von vier Jahren 20 Mal für die A-Nationalmannschaft, für die sie am 30. August 1995 gegen die Nationalmannschaft Finnlands debütierte und das in Freundschaft in Jakobstad ausgetragene Länderspiel mit 3:1 gewann. Ihr erstes Länderspieltor gelang ihr in ihrem vierten Länderspiel am 12. März 1997 im portugiesischen Lagos beim 4:0-Sieg über die Nationalmannschaft Portugals im zweiten Spiel der Gruppe B des Turniers um den Algarve-Cup mit dem Treffer zum 2:0 in der 55. Minute – neun Minuten nach ihrer Einwechslung für Victoria Sandell. Ihr viertes Turnierspiel beendete sie mit ihrer Mannschaft nach dem Sieg im Spiel um Platz 3 gegen die Nationalmannschaft Dänemarks, der erst im Elfmeterschießen mit 6:5 erzwungen werden konnte. Drei Monate später nahm sie mit ihrer Mannschaft an der in ihrem Land und Norwegen ausgetragenen Europameisterschaft teil. Sie wurde in allen drei Spielen der Gruppe A sowie im Halbfinale gegen die Nationalmannschaft Deutschland eingesetzt, die das Spiel durch das 1:0-Siegtor in der 86. Minute durch Bettina Wiegmann für sich entschied. Des Weiteren nahm sie am Vier-Nationen-Turnier 1998 in Guangzhou teil und kam in zwei von drei verlorenen Spielen zum Einsatz. Ihre Nationalmannschaftskarriere fand mit ihren letzten drei Spielen im März im Rahmen des Turniers um den Algarve-Cup 1998 in der Gruppe B ihr Ende.

## Erfolge
Nationalmannschaft
- Halbfinalist Europameisterschaft 1997
- Algarve-Cup-Dritter 1997, -Vierter 1998

Älvsjö AIK
- Schwedischer Meister 1997, 1998, 1999
- Schwedischer Pokalsieger 1999

Hammarby IF
- Zweiter Schwedische Meisterschaft 1994
- Schwedischer Pokalsieger 1994, 1995

Djurgården IF
- Zweiter Schwedische Meisterschaft 1991